# Dragón Lee
Dragón Lee (a veces acreditado como "Bruce Lei") (nacido el 12 de agosto de 1958) es un actor y practicante de Taekwondo y Hapkido. Se hizo un nombre como estrella de cine de artes marciales en las décadas de 1970 y 1980. Su nombre de nacimiento es Moon Kyung-seok, pero también se le ha llamado Keo Ryong (literalmente "dragón gigante") en Corea del Sur.
Dragon Lee nació en Seosan, Corea del Sur, donde pasó la mayor parte de su infancia.
Lee finalmente estudió taekwondo con su amigo y actor Kim Tai-chung, quien fue el doble de Bruce Lee en las escenas finales de "Game of Death". Fue en esta etapa de su vida que Lee comenzó a estudiar también el arte marcial coreano del hapkido con Hwang In-Shik, quien apareció con Bruce Lee en Way of the Dragon.
Cuando Dragon Lee estaba en un teatro, un hombre le dijo que se parecía a Bruce Lee. Ese fue un gran cumplido porque Bruce Lee era popular en ese momento, y el hombre conocía a directores de cine en Hong Kong y ayudó a Dragon Lee a avanzar en su carrera.
A los 20 años, Dragon Lee se mudó a Hong Kong y protagonizó numerosas películas de artes marciales, a menudo acreditado como Bruce Lei porque tenía un parecido sorprendente con Bruce Lee . Entre los muchos créditos cinematográficos de Dragon Lee se encuentra el semi-documental The Real Bruce Lee (1977).
Dragon Lee regresó a Seúl y es actor y productor de televisión. También dirige una asociación de actores de Corea del Sur.

## Filmografía parcial
- I'm Not Bruce (2015)
- King`s Women (2000)
- Emperor of the Underworld (1994)
- The Nationwide Constituency (1991)
- The Nationwide Constituency 2 (1994)
- Crime Stopper (1990)
- Ninja Champion (1986)
- Martial Monks of Shaolin Temple (1983)
- Dragon Claws (1982)
- Secret Ninja, Roaring Tiger (1982)
- The Dragon's Snake Fist (1981)
- Dragon Lee Fights Back (1981)
- Strike of Thunderkick Tiger (1981)
- Enter the Invincible Hero (1981)
- The Dragon's Showdown (1980)
- Champ Against Champ (1980)
- Mission For the Dragon (1980)
- The Clones of Bruce Lee (1981)
- Golden Dragon, Silver Snake (1980)
- Fist of Fury '81 (1979)
- Kung Fu Fever (1979)
- The Dragon, the Hero (1979)
- Fist of Dragon (1978)
- Enter the Deadly Dragon (1978)
- Enter Three Dragons (1978)
- Dragon Lee vs. The Five Brothers (1978)
- The 18 Amazones (1977)
- The Real Bruce Lee (1977)
- The Magnificent Duo (1976)
- Wild Dragon Lady (1976)
- Superfist (1975)

### Como productor
- Two Man (1995)

### Documental
- Amazing Masters (2000)